# Выборы в Законодательное собрание Амурской области (2016)
Выборы депутатов Законодательного собрания Амурской области седьмого созыва состоялись в Амурской области 18 сентября 2016 года в единый день голосования, одновременно с выборами в Государственную думу РФ. По сравнению с прошлым разом выборы проходили по смешанной избирательной системе, которая была отменена перед выборами в 2008 году: 18 депутатов избирались по партийным спискам (пропорциональная система), другие 18 — по одномандатным округам (мажоритарная система). Для попадания в заксобрание по пропорциональной системе партиям необходимо было преодолеть 5%-й барьер. Срок полномочий депутатов — пять лет.
На 1 июля 2016 года в области было зарегистрировано 634 653 избирателя. Явка составила 42,03 %.

## Ключевые даты
- 10 июня 2016 года Законодательное собрание Амурской области назначило выборы на 18 сентября 2016 года (единый день голосования).[2][3]
  - 14 июня постановление о назначении выборов было опубликовано в СМИ.[4]
- 14 июня Избирательная комиссия Амурской области утвердила календарный план мероприятий по подготовке и проведению выборов.[4]
- с 15 июня по 14 июля — период выдвижения кандидатов и списков.[4]
  - агитационный период начинается со дня выдвижения и заканчивается и прекращается за одни сутки до дня голосования.
- по 19 июля — период представления документов для регистрации кандидатов и списков.[4]
- с 20 августа по 16 сентября — период агитации в СМИ.[4]
- 17 сентября — день тишины.
- 18 сентября — день голосования.

## Участники
10 политических партий получили право быть допущенными к выборам без сбора подписей избирателей:
- Единая Россия
- Коммунистическая партия Российской Федерации
- Яблоко
- ЛДПР — Либерально-демократическая партия России
- Справедливая Россия
- Партия пенсионеров России
- За женщин России
- Патриоты России
- Российская партия пенсионеров за справедливость
- Коммунистическая партия социальной справедливости

### Выборы по партийным спискам
По единому округу партии выдвигали списки кандидатов. Для регистрации выдвигаемого списка партиям требовалось собрать от 3176 до 3493 подписи избирателей (0,5 % от числа избирателей).
| 1 | ЛДПР — Либерально-демократическая партия России   | Владимир Жириновский                                    | 73 | зарегистрирован                                                                 |
| 2 | За женщин России                                  | Наталья Глазкова • Виктория Лештаева • Жаккелина Орлова | 55 | зарегистрирован                                                                 |
| 3 | Коммунистическая партия социальной справедливости | Дмитрий Мараховец • Галина Буслова • Михаил Драгунов    | 76 | зарегистрирован                                                                 |
| 4 | Коммунистическая партия Российской Федерации      | Роман Кобызов • Нина Тарасенко • Андрей Федорищев       | 57 | зарегистрирован                                                                 |
| 5 | Справедливая Россия                               | Сергей Миронов • Кирилл Зимин • Роман Мосеев            | 65 | зарегистрирован                                                                 |
| 6 | Единая Россия                                     | Александр Козлов • Константин Дьяконов • Ольга Лысенко  | 89 | зарегистрирован                                                                 |
| 7 | Патриоты России                                   | Сергей Бовкун • Роман Клычников • Юрий Черняев          | 60 | зарегистрирован                                                                 |
| 8 | Российская партия пенсионеров за справедливость   | Наталья Пугачева • Людмила Липина • Галина Никишина     | 59 | зарегистрирован                                                                 |
| 9 | Партия пенсионеров России                         | Елена Герасимова • Олег Бондарев • Елена Самбур         | 51 | зарегистрирован                                                                 |
| — | Родина                                            | Роман Барило • Николай Гайдук • Антон Непомнящий        | 73 | отказано в регистрации (недостаточное количество достоверных подписей)          |
| — | Коммунисты России                                 | Геннадий Гамза • Сергей Рафальский • Артур Виноградов   | 82 | отказано в регистрации (не представлены документы, необходимые для регистрации) |
| *Без учёта выбывших кандидатов. Общее число кандидатов не должно превышать 93 человек. Региональных групп должно быть 18. Региональная группа соответствует одному одномандатному округу и должна включать от 1 до 5 кандидатов. |                                                   |                                                         |    |                                                                                 |

### Выборы по округам
По 18 одномандатным округам кандидаты выдвигались как партиями, так и путём самовыдвижения. Кандидатам требовалось собрать 3 % подписей от числа избирателей соответствующего одномандатного округа.
| Партия | Партия                                            | Кандидатов |
| ------ | ------------------------------------------------- | ---------- |
|        | Единая Россия                                     | 18         |
|        | За женщин России                                  | 1          |
|        | Коммунистическая партия Российской Федерации      | 18         |
|        | Коммунистическая партия социальной справедливости | 8          |
|        | ЛДПР — Либерально-демократическая партия России   | 18         |
|        | Российская партия пенсионеров за справедливость   | 1          |
|        | Справедливая Россия                               | 17         |
|        | Самовыдвижение                                    | 4          |
| Всего  | Всего                                             | 97         |

| №  | Округ                         | Состав                                                                              | Избирателей |
| -- | ----------------------------- | ----------------------------------------------------------------------------------- | ----------- |
| 1  | Архаринско-Бурейский          | Архаринский район, Бурейский район                                                  | 32 865      |
| 2  | Райчихинский объединённый     | город Райчихинск, пгт Прогресс, частично Завитинский район                          | 31 228      |
| 3  | Константиновский объединённый | Константиновский район, Михайловский район, частично Завитинский район              | 33 276      |
| 4  | Благовещенско-Ивановский      | Благовещенский район, Ивановский район                                              | 38 229      |
| 5  | Октябрьско-Тамбовский         | Октябрьский район, Тамбовский район                                                 | 34 411      |
| 6  | Благовещенск — Восточный      | частично город Благовещенск                                                         | 32 153      |
| 7  | Благовещенск — Центральный    | частично город Благовещенск                                                         | 32 722      |
| 8  | Благовещенск — Западный       | частично город Благовещенск                                                         | 35 042      |
| 9  | Благовещенск — Пограничный    | частично город Благовещенск                                                         | 33 159      |
| 10 | Благовещенск — Северный       | частично город Благовещенск                                                         | 33 111      |
| 11 | Белогорск                     | частично город Белогорск                                                            | 36 903      |
| 12 | Белогорский объединённый      | Белогорский район, Ромненский район, частично город Белогорск                       | 38 351      |
| 13 | Свободный                     | частично город Свободный                                                            | 38 145      |
| 14 | Свободненский объединённый    | Серышевский район, Свободненский район, город Циолковский, частично город Свободный | 36 092      |
| 15 | Шимановский объединённый      | город Шимановск, Шимановский район, Мазановский район, Селемджинский район          | 38 509      |
| 16 | Сковородинско-Магдагачинский  | Сковородинский район, Магдагачинский район                                          | 39 782      |
| 17 | Зейский объединённый          | город Зея, Зейский район                                                            | 33 493      |
| 18 | Тындинский объединённый       | город Тында, Тындинский район                                                       | 37 681      |

## Результаты
| Место                      | Место                      | Партия                                          | по областным спискам | по областным спискам | по областным спискам | по одно- мандатным округам | всего         | всего   |
| Место                      | Место                      | Партия                                          | Голоса               | %                    | Получено мест        | Получено мест              | Получено мест | %       |
| -------------------------- | -------------------------- | ----------------------------------------------- | -------------------- | -------------------- | -------------------- | -------------------------- | ------------- | ------- |
|                            | 1.                         | «Единая Россия»                                 | 96 569               | 35,93 %              | 8                    | 17                         | 25            | 69,44 % |
|                            | 2.                         | ЛДПР                                            | 82 508               | 30,70 %              | 6                    | 1                          | 7             | 19,44 % |
|                            | 3.                         | КПРФ                                            | 46 791               | 17,41 %              | 3                    | 0                          | 3             | 8,33 %  |
|                            | 4.                         | «Справедливая Россия»                           | 13 723               | 5,11 %               | 1                    | 0                          | 1             | 2,78 %  |
|                            |                            |                                                 |                      |                      |                      |                            |               |         |
|                            | 5.                         | КПСС                                            | 6 717                | 2,50 %               | 0                    | 0                          | 0             | 0 %     |
|                            | 6.                         | Российская партия пенсионеров за справедливость | 5 068                | 1,89 %               | 0                    | 0                          | 0             | 0 %     |
|                            | 7.                         | «За женщин России»                              | 3 884                | 1,45 %               | 0                    | 0                          | 0             | 0 %     |
|                            | 8.                         | Партия пенсионеров России                       | 3 592                | 1,34 %               | 0                    | —                          | 0             | 0 %     |
|                            | 9.                         | «Патриоты России»                               | 2 069                | 0,77 %               | 0                    | —                          | 0             | 0 %     |
|                            |                            | Самовыдвижение                                  | —                    | —                    | —                    | 0                          | 0             | 0 %     |
| Недействительные бюллетени | Недействительные бюллетени | Недействительные бюллетени                      | 7 861                | 2,92 %               |                      |                            |               |         |
| Всего                      | Всего                      | Всего                                           | 268 782              | 100 %                | 18                   | 18                         | 36            | 100 %   |

## Результаты выборов по городским округам и районам
| Административно-территориальная единица | Явка    | ЕР      | ЛДПР    | КПРФ    | СР     | КПСС   | РПСС   | ЗЖР    | ППР    | ПР     | Н/д    |
| --------------------------------------- | ------- | ------- | ------- | ------- | ------ | ------ | ------ | ------ | ------ | ------ | ------ |
| Архаринский район                       | 45,21 % | 48,36 % | 24,60 % | 14,56 % | 2,80 % | 2,27 % | 1,56 % | 1,46 % | 1,33 % | 0,68 % | 2,39 % |
| Бурейский район                         | 37,58 % | 29,15 % | 35,25 % | 22,06 % | 2,89 % | 2,64 % | 1,77 % | 1,65 % | 1,51 % | 0,66 % | 2,40 % |
| Райчихинск                              | 37,26 % | 28,92 % | 32,53 % | 23,72 % | 3,87 % | 2,53 % | 1,67 % | 1,21 % | 1,46 % | 0,66 % | 3,57 % |
| п.г.т. Прогресс                         | 37,76 % | 29,76 % | 30,06 % | 25,01 % | 4,20 % | 2,60 % | 1,68 % | 0,88 % | 1,18 % | 0,67 % | 3,96 % |
| Константиновский район                  | 53,58 % | 46,78 % | 28,77 % | 11,94 % | 3,03 % | 3,13 % | 1,15 % | 0,75 % | 0,82 % | 0,50 % | 3,13 % |
| Михайловский район                      | 49,89 % | 44,34 % | 21,20 % | 22,74 % | 2,84 % | 3,76 % | 0,83 % | 0,55 % | 0,87 % | 0,45 % | 2,41 % |